# Dorfkirche Ponickau

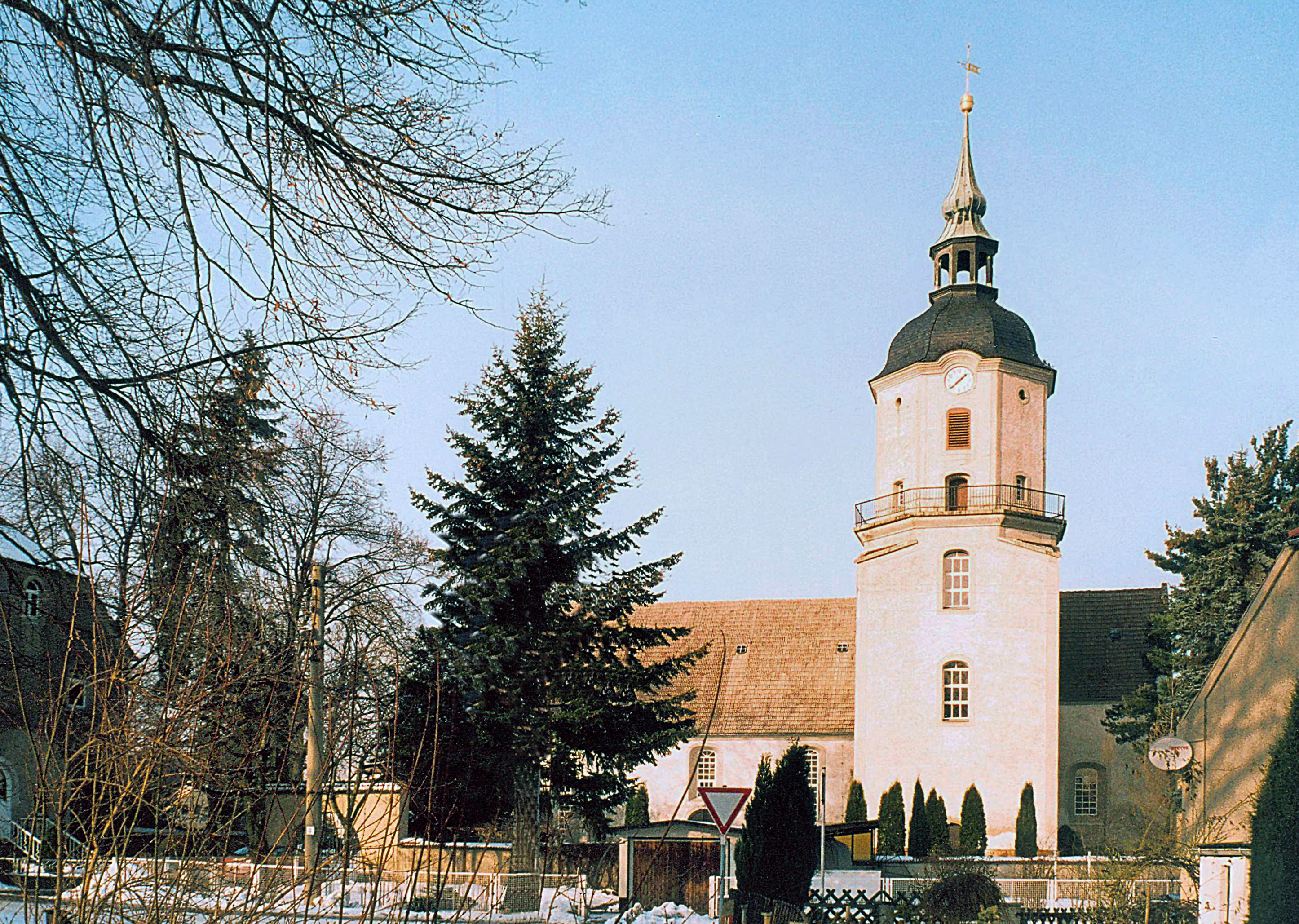
Dorfkirche Ponickau

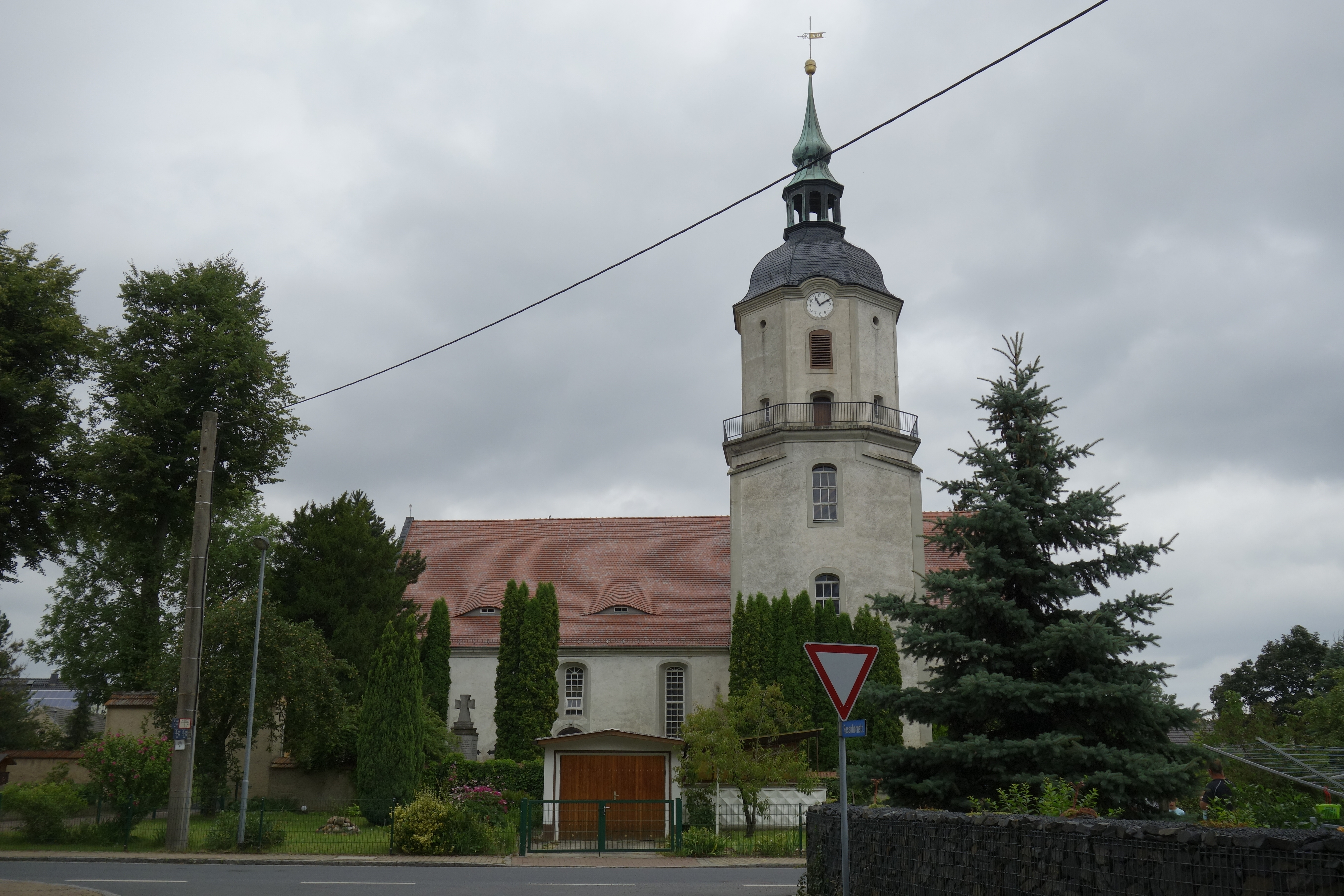
Ansicht von Süden

Die evangelische Dorfkirche Ponickau ist eine Saalkirche im Ortsteil Ponickau von Thiendorf im Landkreis Meißen in Sachsen. Sie gehört zum Kirchgemeindeverbund Schönfeld-Ponickau-Linz im Kirchenkreis Meißen-Großenhain der Evangelisch-Lutherischen Landeskirche Sachsens.

## Geschichte und Architektur
Die Kirche Ponickau ist eine stattliche Saalkirche mit zwei kräftigen Strebepfeilern an der Westwand und einem mächtigen Turm an der Südseite, deren Bau unter Verwendung eines romanischen Vorgängerbauwerks im Jahr 1589 erfolgte. Der Turm ab dem Oktogon stammt aus dem Jahr 1778; die Haube wurde 1876 erneuert. Eine umfassende Erneuerung des Inneren erfolgte im Jahr 1912 unter Woldemar Kandler.
Die Kirche ist ein schlichtes Bauwerk mit eingezogenem, gerade geschlossenem Chor und wird durch Korbbogenfenster erhellt. Der Turm auf quadratischem Grundriss ist von beachtlicher Größe, ist mit einem achteckigen Glockengeschoss versehen und wird durch eine Haube über einem stark gegliederten Profil abgeschlossen.
Das flachgedeckte Innere ist sehr schlicht und enthält im Langhaus Emporen, wobei die Orgelempore halbkreisförmig vorschwingend ausgebildet ist. Die Turmvorhalle ist mit einer Balkendecke mit spitzbogigem Profil abgeschlossen.

## Ausstattung
Das Hauptstück der Ausstattung ist ein beachtenswerter Schnitzaltar aus dem Jahr 1511, der im Mittelschrein eine Darstellung der Marienkrönung, in den Flügeln die zwölf Apostel und in der Predella vier weibliche gekrönte Heilige zeigt. Die Malereien mit Szenen aus dem Marienleben auf den Flügelaußenseiten sind beachtenswert. Die Darstellungen sind in architektonisch reich ausgestattete Räume verlegt, wobei die Perspektive vielfach verwendet wird; die Gesichter sind bis zur Groteske individualisiert. Das Werk steht erkennbar unter süddeutschem Einfluss und wurde bisher dem Maler Pankratius Grueber zugeschrieben.
Die Kanzel aus dem Jahr 1587 ruht auf einer Säule mit hölzernem Schalldeckel. Der Taufstein ist romanischen Ursprungs und wurde 1911 verändert.
Die Orgel ist ein Werk von Gottlob Heinrich Nagel aus dem Jahr 1848 mit heute 18 Registern auf zwei Manualen und Pedal, das 1871 erweitert und 1971 und 1994 überarbeitet wurde.
In die Ostwand sind sechs Grabdenkmäler vor allem aus dem 16. Jahrhundert eingelassen; davon ist die Sandstein-Grabplatte des Herrn von Ponickau († 1578) besonders hervorzuheben. Die voll gerüstete Figur ist in einem elegant bewegten Standmotiv wiedergegeben und wird Christoph Walther II zugeschrieben.